# 种族与智力争议

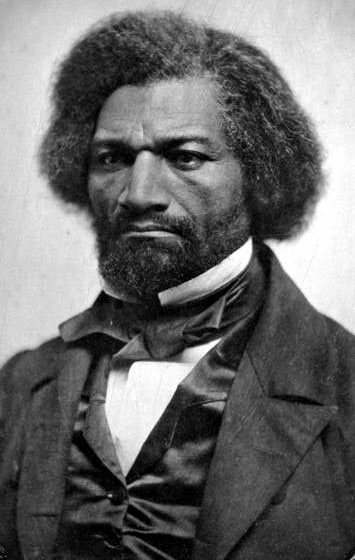
自學成才的廢奴主義者弗雷德里克·道格拉斯

种族与智力争议是一個種族與智商是否有關的話題。隨著20世紀初智商測試的出現，有人聲稱注意到不同種族群體之間的平均智商測試成績並不一樣，但主流科學界認為不同群體之間的智商測試表現不同與基因以及遗传等先天因素無關，之所以測試成績不一樣，主要與不同人群所處的環境有關，即种族间並不存在智力差异，因而支持种族间存在智力差异的學說還會被視為伪科学。
科學種族主義者就認為不同種族智力水平就不一樣。20世纪20年代，優生學游说团体援引第一次世界大战期间美国陆军新兵的测试成績认定非裔美国人和某些移民群体的智力低于盎格魯-撒克遜人，優生學認為这是由于先天因素造成的。優生學游说团体進而又以此為由為种族隔离政策辩护。然而很快就有人得出其他結論，並對優生學團體的觀點提出质疑，反對優生學團體的研究人員认为美國陆军的测试没有充分考慮到环境因素，例如群体之间的社会不平等。